# أبطال الشمال (مسلسل)
أبطال الشمال (بالإسبانية: Los héroes del norte)‏ مسلسل مكسيكي غنائي فكاهي، من تمثيل ايسلين ديربيز، أدريان اوريبي، خيسوس اوتشوا، ويحكي المسلسل عن فرقة خيالية تسمى أبطال الشمال وبداية نشأتهم واندماجهم مروراً بلحظات نجاحهم وفشلهم وصولاً إلى المشاكل القضائية والمالية والشخصية التي عانوا منها في رحلتهم الموسيقية.

## الإنتاج
وبثته قناة Bandamax لأول مرة على شاشات التلفاز في 20أيلول- سبتمبر من عام 2010 م. وفي عام 2009 م قدمت Adicta Films حلقة تجريبية لصالح شركة TELEVISA تم تصويرها في منطقة أكاكسيليكو التابعة لمقاطعة كويتزالان، ومدينة تغواتان، وأخالبان، وألتيبيكسي، وثابوتيتلان ساليناس في مدينة بويبلا.
وفي عام 2010 أعطت شركة TELEVISA الضوء الأخضر للمسلسل، وفي التاسع عشر من آب-أغسطس لنفس العام بدأوا التصوير في مدينة سان لويس بوتوسي لمدة أربعة أشهر وأسبوع، وكان هذا هو المسلسل الوحيد الذي أنتجته شركة Televisa في تلك السنة. واعتمدوا تقنيات حديثة في التصوير باستخدام كاميرا Red .
وعلق وزير السياحة لمدينة سان لويس بوتوسي، إنريكي عبود، قائلاً «أنه بعد مرور خمس أسابيع من العمل والتعاقد على خدمات مختلفة لصالح الإنتاج فقد تركوا مساهمة تُقدر بحوالي مليوني بيزو يستفاد منها بشكل أساسي قطاع الفنادق والمطاعم وتوجه لبلدية ماتيوالا، وريال دي كاتورثي، وثيدرال، وفانيجاس بشكل مباشر.»
وبزغت الفكرة في عقل لوسا منذ فترة طويلة عندما حظى بفرصة حضور عرض للفرق الراقصة وأكد أن هذا النوع من الحفلات هو ظاهرة حقيقية نظراً لأنه يجذب حشد كبير من الناس.
ومن أجل الموسم الثاني، قرر الإنتاج التصوير في عدة مناطق من بلدان أخرى مثل لوس أنجلوس وكاليفورنيا وكذلك في بعض المدن في المكسيك منها تيخوانا، وتشيهواهوا، ومدينة مكسيكو. كما فكر أيضاً التصوير في دولة المغرب ولكنه صرف النظر عن تلك الفكرة نظراً للصراعات وأعمال العنصرية الدائرة آنذاك في البلاد.

## فريق العمل
- خوسيه ساليناس في دور "تورو
- أدريان أوريبي باسم «جونيور».
- أيسلين ديربيز في دور «ناتاشا»
- خيسوس أوتشوا في دور «القائد»
- ليليا أورتيغا في دور لا أبيلا ديل «بوتارجا».
- ماريكارمين رويز في دور «لا مينونيتا».
- فاليريا تشانجيروتي في دور الأمل.
- أليخاندرو كالفا في دور "El Tracalas".
- لوز تريفينو في دور ياريلي.
- مارتينا فرانز في دور أنيكا لارسون.
- ماريو سرقسطة في دور دون داماسكو.
- ألفونسو زياس في دور القديس أوستاتيوس.
- إدواردو أسبانيا في دور إل جالو.
- عمر شابارو في دور روجيه دي لوس سانتوس.
- ليس فيغا كزوجة إل جونيور.
- فانيسا هوبنكوكن في دور المراسل
- خوان «إل غالو» كالديرون.
- سلفادور زيربوني

## روابط خارجية
- أبطال الشمال على موقع IMDb (الإنجليزية)
- أبطال الشمال على موقع نتفليكس (الإنجليزية)
- أبطال الشمال على موقع كينوبويسك (الروسية)
- أبطال الشمال على موقع قاعدة بيانات الفيلم (الإنجليزية)